# Mecynargoides
Mecynargoides là một chi nhện trong họ Linyphiidae.